# 피카츄린
AGRINL 또는 EGF 유사, 피브로넥틴 유형 III 및 라미닌 G 유사 도메인 함유 단백질(EGFLAM)로도 알려진 피카츄린(Pikachurin)은 인간에서 EGFLAM 유전자에 의해 암호화되는 단백질이다.
피카츄린은 광수용체 리본 시냅스와 양극성 가지돌기 사이의 정확한 상호작용에 필수적인 역할을 하는 디스트로글리칸 상호작용 단백질이다. 디스트로글리칸(DG)과의 결합은 여러 요인(디스트로글리칸의 당화, 2가 양이온의 존재, 다른 단백질의 존재)에 따라 달라진다.
피카츄린과 디스트로글리칸 사이의 잘못된 결합은 종종 눈의 기형을 수반하는 근이영양증과 관련이 있다.

## 발견 및 명명법
피카츄린은 사토 시게루에 의해 2008년 일본에서 처음 발견된 세포외기질 유사 망막 단백질이다. 이는 포켓몬스터의 캐릭터 중 하나인 피카츄의 이름을 따서 명명되었다. 이 "날렵한" 단백질의 이름은 피카츄의 "번개처럼 빠른 움직임과 충격적인 전기 효과"에서 영감을 받았다고 한다.
피카츄린은 처음에 야생형 및 Otx2 녹아웃 마우스의 망막 유전자 발현 프로필의 마이크로어레이 분석에서 확인되었다. 역전사 중합효소 연쇄반응 분석을 통해 Otx2가 피카츄린의 발현을 조절함을 확인하였으며, Otx2 쥐의 망막에는 피카츄린의 발현이 없기 때문에 Otx2가 피카츄린을 조절함을 알 수 있다. 광수용체 리본 시냅스의 시냅스 틈에 대한 피카츄린의 위치는 형광 항체를 사용하여 결정되었다. 피카츄린의 유전자 파괴를 표적으로 하는 조직은 이 단백질이 적절한 시냅스 신호 전달과 시각 기능에 필요하다는 것을 결정하는 데 사용되었다. α-디스트로글리칸은 면역 침전을 통해 피카츄린과 상호 작용하는 것으로 나타났다.

## 피카츄린-디스트로글리칸 상호작용
다른 단백질과의 디스트로글리칸 리간드는 필수적이다. 디스트로글리칸의 당화는 리간드 결합 활성에 필요하다. 글리코실 전이 효소의 돌연변이는 디스트로글리칸의 비정상적인 당화를 유발한다. 이 저당화(Hypoglycosylation)는 다른 단백질과의 결합이 적고 일부 선천성 근이영양증을 유발한다. 피카츄린은 가장 최근에 확인된 디스트로글리칸 리간드 단백질이며 광수용체 리본 시냅스의 시냅스 틈에 국한되어 있다. 디스트로글리칸과 피카츄린 사이의 결합에는 2가 양이온이 필요하다. Ca2+는 가장 강한 결합을 생성한다. Mn2+는 희미한 결합만을 생성하고 Mg2+ 단독으로는 결합을 생성하지 않는다. 디스트로글리칸은 여러 Ca2+ 부위가 안정적인 피카츄린-디스트로글리칸 연결을 형성할 수 있도록 하는 서로 다른 도메인을 가지고 있다. 이것은 피카츄린이 올리고머 구조를 형성할 수 있음을 보여준다. 그리고 클러스터링 효과의 가능성이 피카츄린-디스트로글리칸 상호작용을 조절하는 데 중요할 수 있음을 시사한다. 또 다른 고려해야 사항은 NaCl (0.5M)의 존재가 DG와 다른 리간드 단백질 사이의 상호작용을 강력하게 억제하지만 피카츄린-디스트로글리칸 리간드에 대해서는 약간의 억제 효과를 갖는다는 것이다. 이것은 피카츄린-디스트로글리칸 결합과 다른 단백질과의 디스트로글리칸 결합 사이에 차이가 있음을 보여준다. 피카츄린은 다른 단백질보다 디스트로글리칸과 결합하는 도메인이 더 많은 것으로 보인다. 예를 들어, 리간드 경쟁에서의 실험은 피카츄린의 존재가 디스트로글리칸과의 라미닌-111 결합을 억제하지만 높은 농도의 라미닌-111은 피카츄린이 디스트로글리칸에 결합하는 것을 억제하지 않는다는 것을 보여준다.

## 기능

야생형 마우스(왼쪽)와 피카츄린 녹아웃 마우스(오른쪽)의 리본 시냅스 비교

단백질은 리본 시냅스에서 디스트로핀과 디스트로글리칸 모두와 함께 국소화된다.
피카츄린은 라미닌, 펄레칸, 아그린, 뉴렉신과 함께 세포외공간에서 α-디스트로글리칸에 결합한다. 따라서 피카츄린과 앞서 언급한 다른 단백질은 디스트로글리칸의 적절한 기능에 필요하다. 피카츄린은 리본 시냅스에서 시냅스 전 신경세포 (presynaptic) 및 시냅스 후 신경세포 (postsynaptic) 말단의 배치에 필요하다. 피카츄린의 결실은 네스틴의 결실과 유사하게 비정상적인 망막전위도를 유발한다.

### 리본 시냅스와의 관계

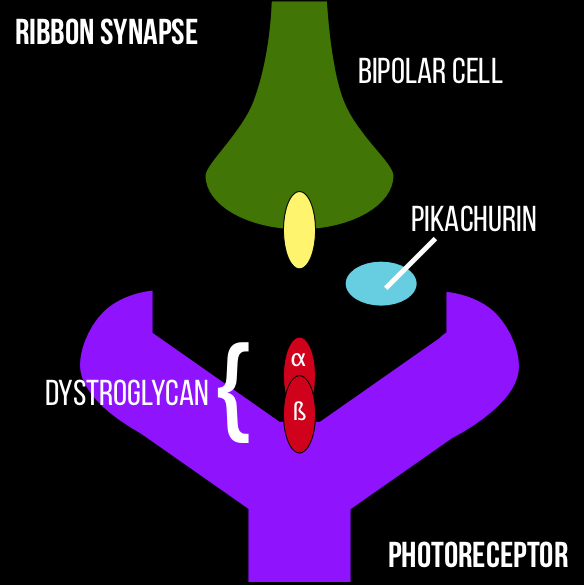
피카츄린의 위치를 보여주는 리본 시냅스

시냅스 형성은 포유류의 중추신경계가 올바르게 기능하는 데 중요하다. 망막 광수용체는 특수 구조인 리본 시냅스를 형성하는 축삭 말단에서 끝난다. 리본 시냅스는 망막의 외부 망상층 (OPL)에 있는 양극성 및 수평 세포 말단과 광수용체 시냅스 말단을 구체적으로 연결한다. 세포외기질과 같은 망막 단백질인 피카츄린이 광수용체 리본 시냅스의 시냅스 틈에 국한되어 있음이 분명하다. 피카츄린이 부족하면 양극성 세포 수지상 세포의 광수용체 리본 시냅스에 부적절하게 배치되어 시냅스 신호 전달 및 시각 기능이 변경되는 것으로 나타났다. 피카츄린의 기능은 아직 알려지지 않았지만, 피카츄린이 정상적인 광수용체 리본 시냅스 형성과 시각적 지각의 생리적 기능에 결정적으로 관여하는 것은 사실이다.

## 근이영양증과 피카츄린
근육-눈-뇌 질환과 같은 선천성 근이영양증(CMD)은 결함 있는 광수용기 시냅스 기능을 나타내는 α-디스트로글리칸의 당화 결함으로 인해 발생한다. 피카츄린은 CMD에서 필수적인 역할을 한다. 광수용기 리본 시냅스와 피카츄린으로 인해 실현되는 양극성 수상돌기 사이의 정확한 상호작용은 근이영양증 환자에서 관찰되는 망막 전기생리학적 이상을 뒷받침하는 분자 메커니즘에 대한 이해를 향상시킬 수 있다. 근육-눈-뇌 이영양증은 POMGnT1 또는 LARGE의 돌연변이로 인해 발생한다. 이 두 유전자는 피카츄린이 디스트로글리칸에 결합하는 데 필수적인 O-만노스의 번역 후 변형을 매개하므로 근육-눈 질환을 앓고 있는 사람들은 피카츄린-α-디스트로글리칸 상호작용의 저당화를 갖게 된다.

## 치료 응용
피카츄린이 더 나은 시력을 제공하는 것으로 보이기 때문에 오사카 생명과학 연구소의 연구진은 이 단백질이 망막색소변성증 및 기타 안과 질환 치료제를 개발하는 데 사용될 수 있다고 생각한다.